# かに座クシー星
かに座ξ星（かにざクシーせい、ξ Cnc / ξ Cancri）は、かに座の恒星で5等星。

## 名称
固有名の Nahn は、ペルシア語で「鼻」という意味の言葉に由来する。Nahnは元々かに座ξ星としし座λ星とで構成していた月宿に付けられていた名前であった。2018年6月1日、国際天文学連合の恒星の命名に関するワーキンググループ (Working Group on Star Names, WGSN) は、かに座ξ星Aの固有名として Nahn を正式に承認した。